# Celone
Il Celone (in latino Aquilone) è un torrente dell'Italia meridionale, della lunghezza di 70 km. Il suo corso è interamente compreso nella provincia di Foggia.
Sgorga dal monte San Vito presso Faeto, lambisce le falde meridionali del monte Cornacchia (la vetta più alta della Puglia), percorre quindi la stretta valle compresa tra Celle di San Vito e Castelluccio Valmaggiore, sfiora il sito dell'antica Eca (presso l'attuale Troia), riceve da sinistra l'affluente Lorenzo in corrispondenza dell'invaso Capaccio (realizzato nel 1990), attraversa poi il Tavoliere delle Puglie poco a nord di Foggia per sfociare infine nel fiume Candelaro in agro di San Marco in Lamis.
Alle sorgenti del Celone, presso San Vito di Faeto, venne istituita in epoca imperiale una stazione di cambio dei cavalli da posta lungo la via Traiana; la stazione era detta appunto mutatio Aquilonis.
A partire dal tardo medioevo l'alta valle del Celone, assai ricca in selve di querce e faggi (tra cui il maestoso bosco di Faeto), venne a costituire il comprensorio della Valmaggiore, caratteristico per la presenza dell'unica minoranza francoprovenzale in Puglia.